# Stuart Heydinger

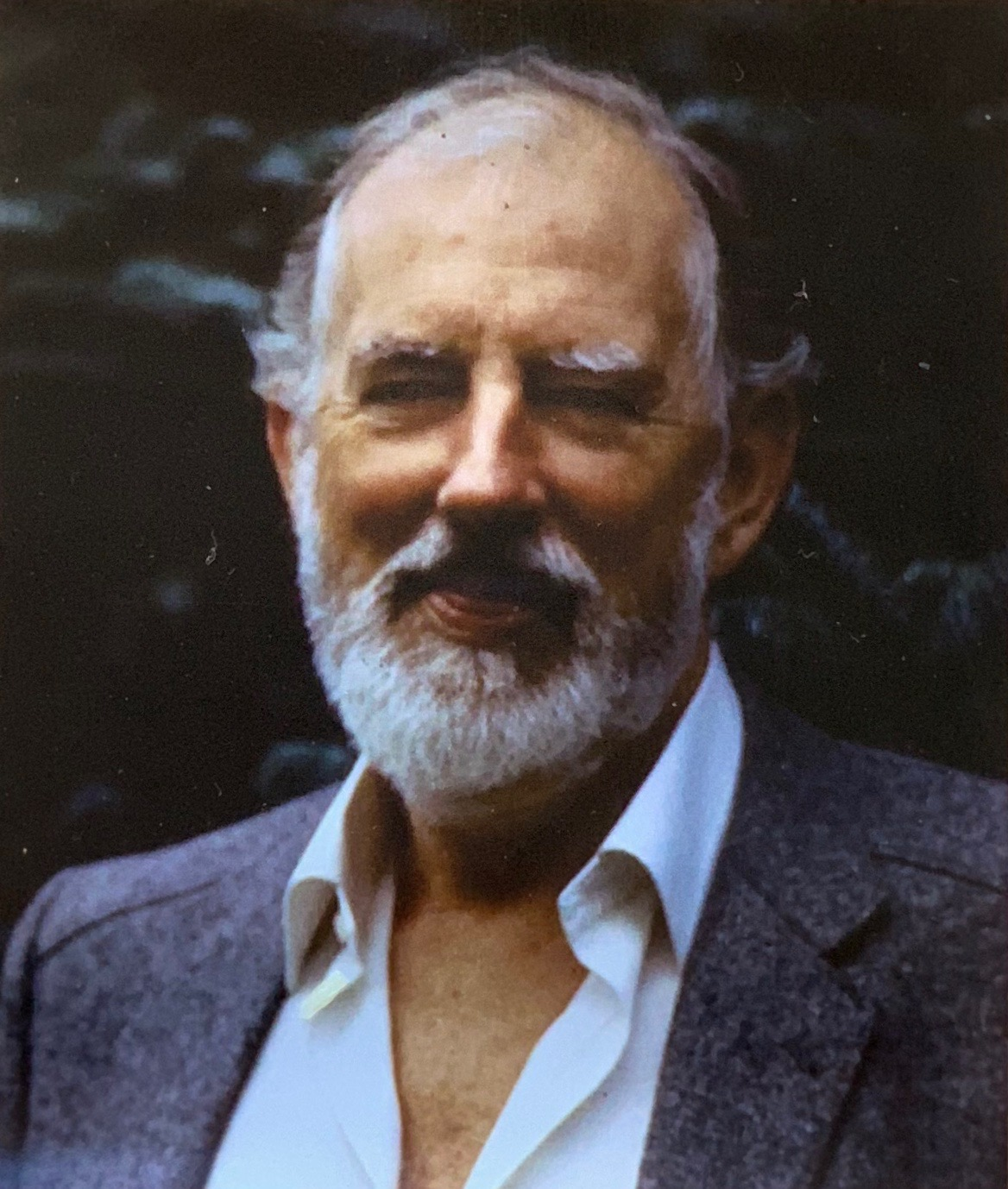
Stuart Heydinger

Stuart Heydinger (* 5. Mai 1927 in Kingston upon Thames; † 6. Oktober 2019 in Hude (Oldenburg), Deutschland)  war ein britischer Fotograf, der in den 50er und 60er Jahren in aller Welt tätig war und sich 1979 in Norddeutschland niederließ.

## Biografie
Heydinger wurde als dritter Sohn in Kingston upon Thames geboren. Der Vater war Berufssoldat, die Familie lebte bis 1930 auf Gibraltar. Nach drei darauffolgenden Jahren in Catterick Camp / Yorkshire und weiteren zwei Jahren in Shorncliffe Camp in der Nähe von Folkestone wurde die Familie in Folkestone sesshaft.
Bereits im frühen Jugendalter zeichnete Heydinger Karikaturen, einige wurden im "Folkestone Herald" veröffentlicht. Er sammelte erste Erfahrungen mit Journalismus und Fotografie. Mit Erreichen der Volljährigkeit 1945 wurde er zum Militärdienst einberufen, zum Fallschirmspringer ausgebildet und bis 1948 in Palästina stationiert.
1949 heiratete er, 1951 wurde sein einziges Kind, der Sohn Van, geboren.
1953 wurde Heydinger freier Mitarbeiter bei INP (International News Photos), ab 1957 arbeitete er für The Times, für die er das Treffen von Vivian Fuchs und Edmund Hillary im Rahmen der Commonwealth Trans-Antarctic Expedition 1957/58 fotografierte. Von 1960 bis 1966 war er Chef-Fotograf bei The Observer, in dieser Zeit entstanden ikonische Fotografien u. a. von Elisabeth II., Winston Churchill, John F. Kennedy, Marlene Dietrich und Marilyn Monroe. Er fotografierte große Sportereignisse (Olympische Winterspiele 1956, Grand Prix der Formel Eins von Monaco 1966, Championship im Tennis Wimbledon 1960) und Krisenherde (Zweiter Indisch-Pakistanischer Krieg 1965, Putsch gegen Kwame Nkrumah in Ghana 1966, Biafra-Krieg 1968). In Biafra musste Heydinger hilflos das Sterben vieler Unschuldiger, insbesondere auch Kinder mit ansehen. Er sollte seitdem nie wieder Aufträge in Krisengebieten annehmen.
Anfang der 70er Jahre lernte er autodidaktisch das Malen und verdiente sich mit Porträts von Menschen und Tieren seinen Lebensunterhalt. Zwischen 1974 und 1982 entstanden auf mehreren Reisen ins Baskenland eine Vielzahl von gemalten und fotografierten Bildern. 1979 verlegte er aus privaten Gründen seinen Wohnsitz nach Bremen, später nach Hude (Oldenburg). In dieser Zeit fotografierte er die norddeutsche Landschaft und war als freier Fotograf für das Oldenburgische Staatstheater und das Stadttheater Wilhelmshaven tätig.

## Ausstellungen (Auswahl)
- 2007 Landesmuseum für Kunst und Kulturgeschichte, Oldenburg
- 2008 Stadtmuseum, Münster
- 2008 Ostfriesisches Landesmuseum, Emden
- 2008 Kingston Museum, Kingston Upon Thames
- 2014 EVE Gallery, Edenbridge

## Rezeption
Der Fotohistoriker Dr. Enno Kaufold spricht von Heydinger als "News-Fotograf mit humanistischen Idealen"